# Patrick Forbes (biskop av Caithness)
Patrick Forbes, född omkring 1611, död 1680, var en skotsk kyrkoman, son till John Forbes.
Forbes blev först (1641) faderns efterträdare som pastor i Delft och till sist 1662 biskop av Caithness.